# Recht der Zahlungsdienste
Recht der Zahlungsdienste (RdZ) ist eine juristische Fachzeitschrift.

## Inhalt
Recht der Zahlungsdienste (RdZ) betrachtet als juristische Spezialzeitschrift Zahlungsdienste vor allem aus aufsichts- und zivilrechtlicher, aber auch aus steuerrechtlicher sowie technischer Perspektive. Ziele sind Begleitung von Entwicklungen im Bereich Zahlungsdienste, Bewertung von Einsatzmöglichkeiten für die Praxis, Austausch von Wissenschaft und Praxis sowie Dialog zwischen Recht und Technik.

## Zielgruppe
Zielgruppen sind Syndici bei Zahlungsdiensten, Personen, die Zahlungsdienste konzipieren, Berater im Bereich Zahlungsdienste (RA, StB, WP und Unternehmensberater) sowie Personen in Gesetzgebung, Justiz, Verwaltung, Wissenschaft und Verbänden, die mit Zahlungsdiensten befasst sind.

## Beirat
Eine Liste der RdZ-Beiratsmitglieder ist auf der Homepage der Zeitschrift abrufbar.